# Tân Trào, Kiến Thụy
Tân Trào là một xã thuộc huyện Kiến Thụy, thành phố Hải Phòng, Việt Nam.
Xã Tân Trào có diện tích 9,27 km², dân số năm 1999 là 7965 người, mật độ dân số đạt 859 người/km².